# Zwettl an der Rodl
Zwettl an der Rodl är en ort och  kommun i Österrike. Den ligger i distriktet Urfahr-Umgebung i förbundslandet Oberösterreich,  160 kilometer väster om huvudstaden Wien. 
Kommunen består av åtta orter (Ortschaften) (inom parentes invånarantal 1 januari 2024):

- Innernschlag (221)
- Langzwettl (220)
- Lobenstein (12)
- Saumstraß (162)
- Schauerleithen (72)
- Schauerschlag (102)
- Straß (98)
- Zwettl an der Rodl (917)